# 화순 쌍봉리 충신각
화순 쌍봉리 충신각(和順 雙峰里 忠臣閣)은 대한민국 전라남도 화순군 이양면에 있는 충신각이다. 1984년 2월 29일 전라남도의 문화재자료 제59호로 지정되었다.

## 개요
충신각은 임진왜란 때 진주성 싸움에서 전사한 김인갑과 그 아우 김의갑, 병자호란 때 전사한 김인갑의 아들 김시엽의 충의를 기리기 위해 조선 고종 10년(1872년)에 세운 건물이다.
김인갑은 선조 12년(1579년) 무과에 급제하고 선조 24년(1591년)에는 훈련원 판관이 되었는데, 진주성 싸움에서 전사하자 선무원종공신으로 기록되었고 병조판서 벼슬에 올랐다.
김의갑은 선조 23년(1590년)에 무과에 급제하여 전사하자 주부의 벼슬에 올랐다.
김시엽은 광해군 13년(1621)에 무과에 급제하고 인조 2년(1624년) 이괄의 난과 인조 5년(1627년) 정묘호란 때에 공을 세웠다. 병자호란 때 전사하자 승정원 우승지 벼슬에 올랐다.
건물의 규모는 앞면 2칸·옆면 1칸이며, 지붕은 옆에서 볼 때 사람 인(人)자 모양인 맞배지붕이다. 단청을 하였으나 소박하며, 뒤쪽만 벽을 설치하고 나머지 3면은 화살 모양의 나무(홍살)를 돌려 개방하였다.
건물에는 ‘김해김씨 충신각’이라는 현판이 붙어 있다.

## 현지 안내문
이 충신각은 조선 선조 26년(1593년) 임진왜란 때 진주성 싸움에서 전사한 김인갑, 그의 아우 김의갑, 그리고 조선 인조 14년(1636년) 병자호란 때 전사한 김시엽의 충의정신을 기리기 위해 건립한 것이다.
김인갑은 선조 12년(1579년) 무과에 급제한 후 훈련원 판관을 지냈으며, 김의갑은 선조 23년(1590) 무과에 급제한 후 바로 임진왜란이 일어나자 전쟁터에 나가 싸웠다. 김시엽의 김인갑의 아들로 광해군 13년(1621년) 무과에 급제한 후 병자호란 때 참전하였다. 이들 3인은 죽은 후에 각각 병조판서, 주부 승정원, 우승지로 추서되었다.
충신각은 정면 2카느 측면 1칸에 맞배지붕을 얹고 풍판을 붙인 조그마한 건물이다. 막돌로 1단의 기단을 쌓고 둥글게 다듬은 주춧돌을 놓은 다음 기둥을 세웠다. 건물 뒷면에는 벽을 설치하고 나머지 3면은 홍살을 돌려 개방하였다.

## 참고 자료
- 쌍봉리충신각 - 국가유산청 국가유산포털